# Consejo Mundial de Iglesias
El Consejo Mundial de Iglesias (CMI, en inglés, World Council of Churches, WCC) es la principal organización ecuménica cristiana internacional. Fue fundado por 147 iglesias, el 23 de agosto de 1948 en Ámsterdam. Su sede está en Ginebra, Suiza; a él están afiliadas 348 iglesias y denominaciones Archivado el 26 de octubre de 2007 en Wayback Machine. con cerca de 600 millones de cristianos en más de 120 países.
Las iglesias que conforman el CMI viven en condiciones sociales, económicas, culturales y políticas muy diferentes. Practican diversas formas de culto y mantienen diferentes formas de organización y gobierno. Son principalmente anglicanas y protestantes, aunque también están afiliadas otras, como las Iglesias ortodoxas orientales (copta, siríaca, armenia, malankar, etíope y eritrea), la asiria y la Iglesia Católica Antigua. La Iglesia católica no está afiliada, aunque mantiene una relación de trabajo regular con el CMI.
En cada país y región el CMI trabaja por construir Consejos de Iglesias, los cuales a su vez pueden afiliarse al CMI. Entre estos puede mencionarse el Consejo Latinoamericano de Iglesias (CLAI).
El CMI enfatiza en la unidad en la fe y en el testimonio común en el trabajo de misión y evangelización. Promueve la unidad de los cristianos en la oración, las relaciones fraternales entre las iglesias y el establecimiento de relaciones espirituales para aprender unas de otras. Desde su creación, el CMI ha apoyado e inspirado la participación de las iglesias en las luchas por la paz, la justicia y la solidaridad con los necesitados.

## Estructura del CMI
La Asamblea del CMI se realiza cada siete años. El Comité Central del CMI es elegido por la Asamblea de entre sus delegados y actúa como órgano rector supremo del CMI hasta la siguiente Asamblea, reuniéndose cada 12 o 18 meses. Es responsable de la aplicación de la política general aprobada por la Asamblea, revisando y supervisando los programas del CMI y aprobando el presupuesto del Consejo. La Asamblea elige a los presidentes del CMI, que son miembros del Comité Central. El Comité Ejecutivo (incluida su Mesa) es elegido por el Comité Central y se reúne normalmente dos veces al año. El Secretario General desempeña de oficio las funciones de secretario de los Comités Central y Ejecutivo. El actual secretario general es Olav Fykse Tveit, la Iglesia (Luterana) de Noruega, la moderador del Comité Central es Agnes Abuom.
Se han efectuado los siguientes consejos:
- I Ámsterdam, Holanda. 22 de agosto al 4 de septiembre de 1948. Participan 147 iglesias y el tema fue El desorden del hombre y el designio de Dios;
- II Evanston (Illinois), Estados Unidos. 15 al 31 de agosto de 1954. Participan 161 iglesias y el tema fue Cristo, la Esperanza del mundo;
- III Nueva Delhi, India. 19 de noviembre al 5 de diciembre de 1961. Participan 197 iglesias y el tema fue Jesucristo, la Luz del mundo ;
- IV Upsala, Suecia, 1968. 4 al 20 de julio de 1968. Participan 235 iglesias y el tema fue He aquí, yo hago nuevas todas las cosas;
- V Nairobi, Kenia. 23 de noviembre al 10 de diciembre de 1975. Participan 285 iglesias y el tema fue Jesucristo Libera y Une;
- VI Vancouver, Canadá. 24 de julio al 10 de agosto de 1983 . Participan 301 iglesias y el tema fue Jesucristo, Vida del Mundo;
- VII Canberra, Australia. 7 al 20 de febrero de 1992. Participan 317 iglesias y el tema fue Ven, Espíritu Santo, renueva toda la creación;
- VIII Harare, Zimbabue. 3 al 14 de diciembre de 1998. Participan 339 iglesias y el tema fue Buscar a Dios con la alegría de la esperanza;
- IX Porto Alegre, Brasil. 14 al 23 de febrero de 2006. Participan 348 iglesias y el tema fue Dios, en tu gracia, transforma el mundo.
- X Busan, Corea del Sur. 30 de octubre al 8 de noviembre de 2013.Participan 345 iglesias y el tema fue Dios de vida, condúcenos a la justicia y la paz;[1]
- XI Karlsruhe, Alemania. 31 de agosto al 8 de septiembre de 2021.

## Secretarios generales
| Años       | Nombre                 | Iglesias                                                                                   | Nacionalidad   |
| ---------- | ---------------------- | ------------------------------------------------------------------------------------------ | -------------- |
| 1948–1966  | Willem Visser 't Hooft | Iglesia Reformada en los Países Bajos / Federación de Iglesias Protestantes Suizas, Génova | Países Bajos   |
| 1966–1972  | Eugene Carson Blake    | Iglesia Presbiteriana en los Estados Unidos                                                | Estados Unidos |
| 1972–1984  | Philip A. Potter       | Iglesia Metodista                                                                          | Dominica       |
| 1985–1992  | Emilio Castro          | Iglesia Metodista de Uruguay                                                               | Uruguay        |
| 1993–2003  | Konrad Raiser          | Iglesia Evangélica en Alemania (EKD)                                                       | Alemania       |
| 2004–2009  | Samuel Kobia           | Iglesia Metodista en Kenia                                                                 | Kenia          |
| 2010–2020  | Olav Fykse Tveit       | Iglesia de Noruega                                                                         | Noruega        |
| 2020-2022  | Ioan Sauca             | Iglesia ortodoxa rumana                                                                    | Rumania        |
| Desde 2023 | Jerry Pillay           | Iglesia presbiteriana                                                                      | Sudáfrica      |

## Comisiones y equipos
Hay dos enfoques complementarios del ecumenismo en el CMI: diálogo y acción. los cuales se encuentran representados en "El movimiento de Fe" y  el "Movimiento Vida y Acción". Estos enfoques se reflejan en la labor del CMI en sus comisiones, que son:
- Echos- Comisión de la Juventud (de 18 a 30 años)
- Comisión de las Iglesias sobre Diaconía y Desarrollo
- Comisión de Educación y Formación Ecuménica
- Comisión de las Iglesias para Asuntos Internacionales
- Comisión de Justicia, Paz y Creación
- Comisión de Misión Mundial y Evangelización
- Comisión Plenaria de Fe y Constitución y Comisión Permanente de Fe y Constitución
- Grupo Consultivo Conjunto con Pentecostales
- Grupo de trabajo conjunto CMI - Iglesia católica (Vaticano)
- Grupo de referencia sobre el Decenio para Superar la Violencia
- Grupo de referencia sobre relaciones interreligiosas
- Comisión Especial de Participación Ortodoxa en el CMI

## Iglesias participantes
La siguiente es una lista de las Iglesias miembros del Consejo Mundial de Iglesias agrupadas por tradiciones eclesiales o familias de iglesias
- Iglesias y Escuelas cristianas africanas
- Iglesia Africana del Espíritu Santo
- Iglesia Africana Israel Nínive
- Iglesia de Cristo Luz del Espíritu Santo
- Iglesia de Cristo – Misión Harris(Iglesia Harrista)
- Iglesia del Señor (Aladura) Mundial
- Concilio de Iglesias Instituidas de África
- Organización de Iglesias Instituidas de África

- Iglesia Anglicana en Aoteroa, Nueva Zelanda y Polinesia (Anglican Church in Aotearoa, New Zealand, and Polynesia)
- Iglesia Anglicana en Japón (Anglican Church in Japan)
- Iglesia Anglicana de Australia (Anglican Church of Australia)
- Iglesia Anglicana de Canadá (Anglican Church of Canada)
- Iglesia Anglicana de Kenia (Anglican Church of Kenya)
- Iglesia Anglicana de Corea (Anglican Church of Korea)
- Iglesia Anglicana de Tanzania (Anglican Church of Tanzania)
- Iglesia Anglicana del Cono Sur de América
- Iglesia en la Provincia de las Indias Occidentales (Church in the Province of the West Indies)
- Iglesia en Gales (Church in Wales)
- Iglesia de Sri Lanka (Church of Ceylon)
- Iglesia de Cristo en Congo - Iglesia Anglicana Comunidad del Congo (Church of Christ in Congo – Anglican Community of Congo)
- Iglesia de Inglaterra (Church of England)
- Iglesia de Irlanda (Church of Ireland)
- Iglesia de Melanesia (Church of Melanesia)
- Iglesia de Nigeria (Comunión anglicana) (Church of Nigeria (Anglican Communion))
- Iglesia de la Provincia de África Central (Church of the Province of Central Africa)
- Iglesia de la Provincia de Birmania (Church of the Province of Myanmar)
- Iglesia de la Provincia de África del Sur (Church of the Province of Southern Africa)
- Iglesia del Océano Índico (Church of the Province of the Indian Ocean)
- Iglesia de la Provincia de África occidental (Church of the Province of West Africa)
- Iglesia de Uganda (Church of Uganda)
- Iglesia Episcopal Anglicana de Brasil (Igreja Episcopal Anglicana do Brasil)
- Iglesia Episcopal en Jerusalén y el Medio Oriente (Episcopal Church in Jerusalem and the Middle East)
- Iglesia Episcopal en Las Filipinas (Episcopal Church in the Philippines)
- Iglesia Episcopal en los Estados Unidos (Episcopal Church in the USA)
- Iglesia Episcopal del Sudán (Episcopal Church of the Sudan)
- Iglesia Lusitana Católica Apostólica Evangélica (Portugal)
- Provincia de la Iglesia Anglican de Burundi (Province of the Anglican Church of Burundi)
- Provincia de la Iglesia Episcopal en Ruanda (Province of the Episcopal Church in Rwanda)
- Iglesia Episcopal escocesa
- Iglesia Española Reformada Episcopal
- Iglesia Evangélica Unida "Comunión Anglicana en Angola" (United Evangelical Church "Anglican Communion in Angola")
- Consejo Consultivo Anglicano

- Iglesia asiria del Oriente

- Iglesias Bautistas Americanas en los Estados Unidos (American Baptist Churches in the United States)
- Iglesia Bautista Sangha de Bangladés (Bangladesh Baptist Church Sangha)
- Asociación Bautista de El Salvador
- Asociación de Iglesias Bautistas de Ruanda (Association of Baptist Churches of Rwanda)
- Consejo de Iglesias Bautistas en el Noreste de la India (Council of Baptist Churches in Northeast India)
- Convención Bautista de Haití (Convention baptiste d'Haïti)
- Convención Bautista de Nicaragua
- Unión Bautista de Dinamarca (Danmarks baptistunion)
- Unión Bautista de la Gran Bretaña (Baptist Union of Great Britain)
- Unión Bautista de Hungría (Baptist Union of Hungary)
- Unión Bautista de Nueva Zelanda (New Zealand Baptist Union)
- Convención Bautista de Bengala-Orissa-Bihar (Bengal-Orissa-Bihar Baptist Convention)
- Iglesia de Cristo en el Congo-Comunidad Bautista de Congo(Church of Christ in Congo – Baptist Community of Congo)
- Iglesia de Cristo en el Congo - Iglesia Protestante Bautista en África / Comunidad Episcopal Bautista en África (Church of Christ in Congo – Protestant Baptist Church in Africa / Episcopal Baptist Community in Africa)
- Convención de Iglesias Bautistas de Filipinas (Convention of Philippine Baptist Churches)
- Iglesia Evangélica Bautista en Angola (Igreja Evangélica Batista em Angola)
- Unión Evangélica Bautista de Italia (Unione Battista Evangelica d'Italia)
- Unión Bautista de Jamaica (Jamaica Baptist Union)
- Convención Bautista de Myanmar (Myanmar Baptist Convention)
- Convención Bautista Nacional de América (National Baptist Convention of America, Inc.)
- Convención Bautista Nacional de Estados Unidos (National Baptist Convention, USA, Inc.)
- Iglesia Bautista Nativa de Camerún (Native Baptist Church of Cameroon)
- Convención Bautista Nigeriana (Nigerian Baptist Convention)
- Convención Bautista Nacional Progresista, Inc. (Progressive National Baptist Convention, Inc.)
- Convención de Iglesias Bautistas Telugu (Samavesam of Telugu Baptist Churches)
- Unión de Iglesias Bautistas en Camerún (Union of Baptist Churches in Cameroon)

- Iglesia Católica Apostólica Brasileña (Igreja Católica Apostólica Brasileira)
- Iglesia Católica Apostólica Estadounidense (Sede primada en Miami)
- La Comunión Evangélica Carismática Católica, Texas, EE. UU. (The Evangelical Charismatic Catholic Communion, Texas, USA)
- Iglesia Católica Nacional Mexicana México, Texas, EE. UU. (Mexican National Catholic Church, México, Texas, USA)
- Provincia Católica tradicional de México (en formación).
- Iglesia Católica Apostólica Mexicana
- Iglesia Católica Apostólica de Argentina.
- Iglesia Católica Apostólica Nacional de Colombia.(Sede Primada Barranquilla)
- Iglesia Católica Apostólica de Canadá. (Église Catholique Apostolique du Canada)
- Iglesia Católica Apostólica de Australia. (Catholic Apostolic Church of Australia)
- Iglesia Católica Apostólica de España
- Iglesia Católica Apostólica Portuguesa. (Igreja Católica Apostólica Portuguesa)

- Asociación de Iglesias de Cristo en Nueva Zelanda (Associated Churches of Christ in New Zealand)
- Iglesia Cristiana (Discípulos de Cristo) en Canadá (Christian Church (Disciples of Christ) in Canada)
- Iglesia Cristiana (Discípulos de Cristo) en los Estados Unidos (Christian Church (Disciples of Christ) in the United States)
- iglesia de Cristo en Congo - Comunidad de Discípulos de Cristo en Congo (Church of Christ in Congo – Community of Disciples of Christ in Congo)
- Iglesias de Cristo en Australia (Churches of Christ in Australia)
- Iglesia Evangélica de los Discípulos de Cristo en Argentina
- Iglesia de Cristo de España
- Consejo Consultivo Ecuménico de los Discípulos
- Convención Mundial de Iglesias de Cristo

África
- Africa Inland Church Sudan
- Alianza Evangélica de Angola (Aliança Evangélica de Angola)
- Federación de Iglesias Evangélicas y Misiones de Bénin (Federation of Evangelical Churches and Missions of Bénin)
- Asociación Evangélica de Botsuana (Evangelical Fellowship of Botswana)
- Federación de Iglesias y Misiones Evangélicas de Burkina Faso (Federation of Evangelical Churches and Missions of Burkina Faso)
- Asociación de Iglesias Evangélicas de África Central (Association of Central African Evangelical Churches)
- Asociación de Iglesias y Misiones Evangélicas en Chad (Fellowship of Evangelical Churches and Missions in Chad)
- Asociación Evangélica de Costa de Marfil (Evangelical Federation of Ivory Coast)
- Asociación de Iglesias Evangélicas de Etiopía (Evangelical Churches Fellowship of Ethiopia)
- Asociación Evangélica de Gambia (Evangelical Fellowship of the Gambia)
- Asociación Nacional de Evangélicos de Ghana (National Association of Evangelicals of Ghana)
- Asociación de Iglesias y Misiones Evangélicas de Guinea (Association of Evangelical Churches and Missions of Guinea)
- Iglesias Evangélicas de Guinea-Bissau (Evangelical Church of Guinea-Bissau)
- Asociación Evangélica de Kenia (Evangelical Fellowship of Kenya)
- Asociación de Evangélicos de Liberia (Association of Evangelicals of Liberia)
- Asociación Evangélica de Malawi (Evangelical Fellowship of Malawi)
- Asociación de Iglesias Cristianas en Mauritania (Fellowship of Christian Churches in Mauritius)
- Asociación de Grupos de Iglesias Protestantes y Misiones Evangélicas en Malí (Association of Groupings of Protestant Evangelical Churches and Missions in Mali)
- Asociación Evangélica de Mozambique (Evangelical Association of Mozambique)
- Asociación Evangélica de Namibia (Namibia Evangelical Fellowship)
- Asociación Evangélica de Nigeria (Nigeria Evangelical Fellowship)
- Alianza Evangélica de Ruanda (Evangelical Alliance of Rwanda)
- Asociación Evangélica de Senegal (Evangelical Fellowship of Senegal)
- Asociación Evangélica de Sierra Leona (Evangelical Fellowship of Sierra Leone)
- La Alianza Evangélica de Sudáfrica (The Evangelical Alliance of South Africa)
- Asociación cristiana Evangélica de Sudán (Sudan Evangelical Christian Association)
- Conferencia de iglesias de Suazilandia (Swaziland Conference of Churches)
- Asociación Evangélica de Zambia (Evangelical Fellowship of Zambia)
- Asociación Evangélica de Zimbabue (Evangelical Fellowship of Zimbabwe)

Asia
- Iglesia Evangélica de Lao (Lao Evangelical Church)
- Alianza Evangélica australiana (Australian Evangelical Alliance)
- Asociación nacional cristiana de Bangladés (National Christian Fellowship of Bangladesh)
- Asociación Evangélica de Camboya (Evangelical Fellowship of Cambodia)
- Asociación Evangélica de India (Evangelical Fellowship of India)
- Asociación Evangélica de Indonesia (Evangelical Fellowship of Indonesia)
- Asociación Evangélica de Japón (Japan Evangelical Association)
- Asociación Evangélica de Corea (Korea Evangelical Fellowship)
- Asociación nacional cristiana Evangélica de Malasia (National Evangelical Christian Fellowship Malaysia)
- Asociación cristiana Evangélica de Myanmar (Myanmar Evangelical Christian Fellowship)
- Asociación nacional de iglesias de Nepal (National Churches Fellowship of Nepal)
- Vision Network of New Zealand
- Asociación Evangélica de Pakistán (Evangelical Fellowship of Pakistan)
- Concilio filipino de iglesias Evangélicas (Philippine Council of Evangelical Churches)
- Asociación Evangélica de Singapur (Evangelical Fellowship of Singapore)
- Alianza Evangélica de Sri Lanka (Evangelical Alliance of Sri Lanka)
- Asociación Evangélica de Tailandia (Evangelical Fellowship of Thailand)

Caribe
- Asociación Evangélica Unida de Antigua y Barbuda (United Evangelical Association of Antigua & Barbuda)
- Asociación Evangélica de Barbados (Barbados Evangelical Association)
- Asociación de Iglesias Evangélicas de Dominica (Dominica Association of Evangelical Churches)
- Fraternidad Evangélica Dominicana (República Dominicana)
- Asociación Evangélica de Guyana (Guyana Evangelical Fellowship)
- Concilio de Iglesias Evangélicas de Haití (Conseil des Églises évangéliques d'Haïti)
- Asociación de Evangélicos de Jamaica (Jamaica Association of Evangelicals)
- Asociación de Ministros Evangélicos de Santa Cruz (St Croix Evangelical Ministers Association)
- Asociación evangélica de San Cristóbal (St Kitts Evangelical Association)
- Comunidad de iglesias predicadoras del evangelio (Santa Lucía)(Fellowship of Gospel Preaching Churches (St Lucia))
- Asociación de Iglesias Evangélicas en San Vicente y Las Grandinas (Association of Evangelical Churches in St Vincent & the Grenadines)
- Concilio de Iglesias Evangélicas de Trinidad y Tobago (Trinidad & Tobago Council of Evangelical Churches)
- Asamblea Regional Caribe Atlántico de la Iglesia de Dios (Caribbean Atlantic Regional Assembly of the Church of God)
- Asambleas Pentecostales de las Indias Occidentales (Pentecostal Assemblies of the West Indies)
- Ejército de Salvación -Territorio del Caribe- (The Salvation Army Caribbean Territory)

Europa
- Iglesia Evangélica en Alemania
- Alianza Evangélica Albanesa (Aleanca Ungjillore Shqiptare)
- Alianza Evangélica Austriaca (Österreichische Evangelische Allianz)
- Alianza Evangélica Flamenca (Bélgica) (Evangelische Alliantie Vlaanderen (België))
- Alianza Evangélica Francófona de Bélgica (Alliance évangélique francophone de Belgique)
- Alianza Evangélica Búlgara (Bŭlgarski evangelski sŭyuz)
- Consejo Evangélico Protestante en Croacia (Protestantsko evanđeosko vijeće u Hrvatskoj)
- Alianza Evangélica Checa (Česká evangelická aliance)
- Alianza Evangélica de Dinamarca (Danmarks evangeliske alliance)
- Federación de Iglesias Evangélicas Independientes de España
- Iglesia Evangélica Española
- Alianza Evangélica Estonia (Eesti Evangeelne Liit)
- Comité finlandés para la evangelización mundial (Suomen evankeliointikomitea)
- Alianza Evangélica francesa (Alliance évangélique française)
- Alianza de Iglesias Protestantes y Evangélicas (Macedonia del Norte) Sojuz na protestantski i evangelistički crkvi (Makedonija del Norte)
- Alianza Evangélica Alemana (Deutsche Evangelische Allianz)
- Alianza Evangélica de Grecia (Evangelikí Symmachía tis Elládas)
- Alianza Evangélica Húngara (Magyar Evangélikus Szövetség)
- Alianza Evangélica de Irlanda (Evangelical Alliance Ireland)
- Alianza Evangélica Italiana (Alleanza Evangelica Italiana)
- Alianza Evangélica de Kazajistán (Qazaqstannıñ Evangelïyalıq Alyansı)
- Alianza Evangélica Letona (Latvijas evaņģēliskā alianse)
- Alianza Evangélica de Luxemburgo (Evangelesch Allianz vu Lëtzebuerg)
- Alianza Evangélica de los Países Bajos (Evangelische Alliantie van Nederland)
- Alianza Evangélica de Noruega (Evangelical Alliance of Norway)
- Alianza Evangélica polaca (Polski Związek Ewangelicki)
- Alianza Evangélica Portuguesa (Aliança Evangélica Portuguesa)
- Alianza Evangélica Rumana (Alianța Evanghelică Română)
- Alianza Evangélica Eslovaca (Evanjelická aliancia Slovensko)
- Alianza Evangélica Sueca (Swedish Evangelical Alliance)
- Alianza Evangélica Suiza (de habla alemana) (Schweizerische Evangelische Allianz (deutschsprachig))
- Alianza Evangélica Suiza (de habla francesa) (Alliance évangélique suisse (francophone))
- La Alianza de Iglesias Protestantes en Turquía (Türkiye'deki Protestan Kiliseleri İttifakı)
- Alianza Evangélica del Reino Unido (Evangelical Alliance of the United Kingdom)
- Alianza Evangélica Serbia (Srpski evangelički savez)

Latinoamérica
- Alianza Argentina de Iglesias Evangélicas
- Asociación Nacional de Evangélicos de Bolivia
- Alianza Nacional de Brasil (Aliança Nacional do Brasil)
- Asociación Evangélica Brasileña (Associação Evangélica Brasileira)
- Fraternidad Evangélica de Chile
- Confederación Evangélica de Colombia
- Alianza Evangélica de Costa Rica
- Fraternidad Evangélica de El Salvador
- Alianza Evangélica de Guatemala
- Fraternidad Evangélica de Honduras
- Fraternidad Evangélica Mexicana
- Fraternidad Evangélica Panameña
- Asociación de Pastores de Paraguay
- Asociación Cristiana de Iglesias Evangélicas de Uruguay
- Concilio Evangélico de Venezuela

Oriente Medio
- Alianza Evangélica de Chipre (Cyprus Evangelical Alliance)
- La comunidad de evangélicos en Egipto (The Fellowship of Evangelicals in Egypt)
- Consejo Cristiano Unido en Israel (United Christian Council in Israel)

Norteamérica
- Comunidad Evangélica de Canadá (Evangelical Fellowship of Canada)
- Asociación Nacional de Evangélicos (Estados Unidos) (National Association of Evangelicals (USA))

Pacífico
- Comunidad Evangélica de Fiyi (Evangelical Fellowship of Fiji)
- Consejo Nacional de Iglesias Evangélicas de Papúa Nueva Guinea (National Council of Evangelical Churches of Papua New Guinea)
- Fraternidad Evangélica de Samoa (Samoa Evangelical Fellowship)
- Iglesia Evangélica del Mar del Sur (Islas Salomón) (South Sea Evangelical Church (Solomon Islands))
- Unión Evangélica de Tonga (Tonga Evangelical Union)

- Sociedad Religiosa de Amigos: Conferencia General de los Amigos (Religious Society of Friends: Friends General Conference)
- Sociedad Religiosa de Amigos: Reunión de los Amigos Unidos (Religious Society of Friends: Friends United Meeting)
- Comité Consultivo Mundial de la Sociedad de los Amigos
- iglesia del dios Daniel

- Iglesia Evangélica en Alemania
- Iglesia Evangélica Luterana Boliviana
- Iglesia Cristiana Protestante de Angkola (GKPA) (Christian Protestant Angkola Church)
- Iglesia Cristiana Protestante en Indonesia (GKPI) (Christian Protestant Church in Indonesia)
- Iglesia de Noruega (Den Norske Kirke)
- Iglesia de Suecia (Sveriges kyrka)
- Iglesia de la Confesión de Augsburgo de Alsacia y Lorena (Church of the Augsburg Confession of Alsace and Lorraine)
- Iglesia Evangélica Luterana en Baviera (EKD – Evangelisch-Lutherische Kirche von Bayern)
- Iglesia Evangélica Luterana en el Norte de Alemania (EKD – Evangelisch-Lutherische Kirche in Norddeutschland)
- Iglesia Evangélica Luterana en Brunswick (EKD – Evangelisch-Lutherische Kirche von Braunschweig)
- Iglesia Protestante en Alemania Central (EKD – Evangelische Kirche in Mitteldeutschland)
- Iglesia Evangélica Luterana en Oldenburgo (EKD – Evangelisch-Lutherische Kirche von Oldenburg)
- Iglesia Evangélica Luterana en Turingia (EKD – Evangelisch-Lutherische Kirche von Thüringen)
- Iglesia Evangélica Luterana en Wurttemberg (EKD – Evangelisch-Lutherische Kirche von Württemberg)
- Iglesia Evangélica Luterana en Hanover (EKD – Evangelisch-Lutherische Kirche von Hannover)
- Iglesia Evangélica Luterana en Mecklenburgo (EKD – Evangelisch-Lutherische Kirche von Mecklenburg)
- Iglesia Evangélica Luterana en Sajonia (EKD – Evangelisch-Lutherische Kirche von Sachsen)
- Iglesia Evangélica Luterana en Schaumburgo-Lippe (EKD – Evangelisch-Lutherische Kirche von Schaumburg-Lippe)
- Iglesia Evangélica Luterana del Norte del Elba (EKD – Nordelbische evangelisch-lutherische Kirche)
- Iglesia Evangélica Luterana Estona (Estonian Evangelical Lutheran Church)
- Estonian Evangelical Lutheran Church Abroad
- Iglesia Evangélica Etíope Mekane Yesus (Ethiopian Evangelical Church Mekane Yesus (EECMY))
- Iglesia Evangélica de la confesión de Augsburgo en Austria (Evangelische Kirche des Augsburger Bekenntnisses in Österreich)
- Iglesia Evangélica de la confesión de Augsburgo en Polonia (Kościół ewangelicko-augsburski w Polsce)
- Iglesia Evangélica de la confesión de Augsburgo en Eslovaquia (Evangelical Church of the Augsburg Confession in Slovakia)
- Iglesia Evangélica de la Confesión Luterana en Brasil (Igreja Evangélica de Confissão Luterana no Brasil)
- Iglesia Evangélica del Río de la Plata
- Iglesia Evangélica Luterana en América (Evangelical Lutheran Church in America)
- Iglesia Evangélica Luterana en Canadá (Evangelical Lutheran Church in Canada)
- Iglesia Evangélica Luterana en Chile
- Iglesia Evangélica Luterana en el Congo (Evangelical Lutheran Church in Congo (ELCCo))
- Iglesia Evangélica Luterana en Dinamarca (Evangelical Lutheran Church in Denmark)
- Iglesia Evangélica Luterana en Namibia (Evangelical Lutheran Church in Namibia)
- Iglesia Evangélica Luterana en Sudáfrica (Evangelical Lutheran Church in Southern Africa)
- Iglesia Evangélica Luterana en Tanzania (Evangelical Lutheran Church in Tanzania (ELCT))
- Iglesia Evangélica Luterana en la República de Namibia (Evangelical Lutheran Church in the Republic of Namibia)
- Iglesia Evangélica Luterana en Zimbabue (Evangelical Lutheran Church in Zimbabwe)
- Iglesia Evangélica Luterana en Finlandia (Suomen evankelis-luterilainen kirkko)
- Iglesia Evangélica Luterana en Francia (Église évangélique luthérienne de France)
- Iglesia Evangélica Luterana en Ghana (Evangelical Lutheran Church of Ghana)
- Iglesia Evangélica Luterana en Islandia (Evangelical Lutheran Church of Iceland)
- Iglesia Evangélica Luterana en Letonia (Latvijas evaņģēliski luteriskā baznīca)
- Iglesia Evangélica de la confesión de Augsburgo en Rumania (Biserica Evanghelică a Spovedaniei de la Augsburg din România)
- Iglesia Evangélica-Luterana en Rumanía (Biserica Evanghelică-Luterană din România)
- Iglesia Cristiana Indonesa (Indonesian Christian Church (HKI))
- Iglesia Evangélica Luterana en Kenia (Kenya Evangelical Lutheran Church)
- Latvian Evangelical Lutheran Church Abroad
- Iglesia Luterana en Hungría (Lutheran Church in Hungary)
- Iglesia Luterana en Liberia (Lutheran Church in Liberia)
- Iglesia luterana malgache (Église luthérienne malgache,(FLM)/Fiangonana Loterana Malagasy)
- Iglesia protestante cristiana de Nias (Nias Christian Protestant Church)
- Iglesia cristiana protestante de Batak (HKBP)(Protestant Christian Batak Church)
- Iglesia protestante en Sabah (Protestant Church in Sabah)
- Sínodo Luterano Salvadoreño
- Iglesia Evangélica silesia de la confesión de Augsburgo en la República Checa (Silesian Evangelical Church of the Augsburg Confession in the Czech Republic)
- Iglesia cristiana protestante Simalungun (Simalungun Protestant Christian Church)
- Iglesia de la Comunidad Cristiana Batak (GPKB) (Protestant Christian Batak Church)
- Iglesia Evangélica Eslovaca de la confesión de Augsburgo en Serbia y Montenegro (Slovak Evangelical Church of the Augsburg Confession in Serbia & Montenegro)
- Iglesia Evangélica Luterana Unida
- Iglesia Evangélica Luterana Unida en India (United Evangelical Lutheran Church in India)

- Iglesia Menonita en los Estados Unidos (Mennonite Church in the USA)
- Iglesia de Cristo en el Congo - Comunidad Menonita en el Congo (Church of Christ in Congo – Mennonite Community in Congo)
- Iglesia Menonita en Alemania (Mennonitische Kirche in Deutschland)
- Iglesia Menonita en los Países Bajos (Mennonite Church in the Netherlands)
- Congreso Mundial Menonita

- Iglesia Episcopal Metodista Africana (African Methodist Episcopal Church)
- Iglesia Episcopal Metodista Africana de Sion (African Methodist Episcopal Zion Church)
- Iglesia Episcopal Metodista Cristiana (Christian Methodist Episcopal Church)
- Iglesia Evangélica Metodista en Bolivia
- Iglesia Evangélica Metodista en Italia (Chiesa evangelica metodista in Italia)
- Iglesia Evangélica Metodista en Las Filipinas (Evangelical Methodist Church in the Philippines)
- Iglesia Evangélica Metodista Argentina
- Iglesia Wesleyana Libre de Tonga (Free Wesleyan Church of Tonga)
- Iglesia Metodista (Methodist Church)
- Iglesia Metodista de Ghana (Methodist Church Ghana)
- Iglesia Metodista en Brasil (Igreja Metodista no Brasil)
- Iglesia Metodista en Cuba
- Iglesia Metodista en Fiji y Rotuma (Methodist Church in Fiji and Rotuma)
- Iglesia Metodista en India (Methodist Church in India)
- Iglesia Metodista en Indonesia (Methodist Church in Indonesia)
- Iglesia Metodista en Irlanda (Methodist Church in Ireland)
- Iglesia Metodista en Kenia (Methodist Church in Kenya)
- Iglesia Metodista en Singapur (Methodist Church in Singapore)
- Iglesia Metodista en el Caribe y las Américas (Methodist Church in the Caribbean and the Americas)
- Iglesia Metodista en Zimbabue (Methodist Church in Zimbabwe)
- Iglesia Metodista en Nigeria (Methodist Church Nigeria)
- Iglesia Metodista de Chile
- Iglesia Metodista de México
- Iglesia Metodista de Nueva Zelanda (Methodist Church of New Zealand)
- Iglesia Metodista del Perú
- Iglesia Metodista de Puerto Rico
- Iglesia Metodista de Samoa (Methodist Church of Samoa)
- Iglesia Metodista de África meridional (Methodist Church of Southern Africa)
- Iglesia Metodista de Togo (Methodist Church of Togo)
- Iglesia Metodista en el Uruguay
- Iglesia Metodista de Sierra Leona (Methodist Church Sierra Leone)
- Iglesia Metodista, Alto Myanmar (Methodist Church, Upper Myanmar)
- Iglesia Protestante Metodista de Benín (Protestant Methodist Church of Benin)
- Iglesia Metodista Unida (United Methodist Church)
- Iglesia Metodista Unida en Costa de Marfil (United Methodist Church of Ivory Coast)
- Consejo Metodista Mundial

- Provincia continental europea de la Iglesia Morava (European Continental Province of the Moravian Church)
- Iglesia Morava en América (Moravian Church in America)
- Iglesia Morava en Nicaragua
- Iglesia Morava en África meridional (Moravian Church in South Africa)
- Iglesia Morava en Tanzania (Moravian Church in Tanzania)
- Iglesia Morava, Provincia de las Indias Occidentales Orientales (Moravian Church, Eastern West Indies Province)
- Consejo de Unidad Morava

- Diócesis católica de los vetero-católicos en Alemania (Katholische Diözese der Altkatholiken in Deutschland)
- Iglesia Vetero-católica en Austria (Altkatholische Kirche in Österreich)
- Iglesia Vetero-católica en los Países Bajos (Old-Catholic Church in the Netherlands)
- Iglesia Vetero-católica de Suiza (Old-Catholic Church of Switzerland)
- Iglesia Católica polaca en Polonia (Polish Catholic Church in Poland)
- Conferencia Internacional de Obispos Viejos Católicos

- Iglesia ortodoxa chipriota
- Iglesia ortodoxa griega
- Iglesia ortodoxa de Constantinopla
- Iglesia ortodoxa de Alejandría
- Iglesia ortodoxa de Antioquía
- Iglesia ortodoxa de Jerusalén
- Iglesia ortodoxa albanesa
- Iglesia ortodoxa en América
- Iglesia ortodoxa japonesa
- Iglesia ortodoxa checa y eslovaca
- Iglesia ortodoxa finesa
- Iglesia ortodoxa polaca
- Iglesia ortodoxa rumana
- Iglesia ortodoxa rusa
- Iglesia ortodoxa serbia

- Iglesia apostólica armenia
  - Cilicia
  - Echmiadzin
- Iglesia copta ortodoxa
- Iglesia ortodoxa siria de Malankara
- Iglesia ortodoxa tewahedo de Eritrea
- Iglesia ortodoxa tewahedo de Etiopía
- Patriarcado ortodoxo sirio de Antioquía y todo Oriente

- Asociación de La Iglesia de Dios (Association The Church of God)
- Iglesia Cristiana Bíblica
- Misión Evangélica Pentecostal de Angola (Missão Evangélica Pentecostal de Angola)
- Iglesia de Misiones Pentecostales Libres de Chile
- Iglesia Evangélica Internacional (International Evangelical Church)
- Iglesia Pentecostal de Chile
- Misión Iglesia Pentecostal
- Fraternidad Mundial Pentecostal

- Iglesia protestante africana (African Protestant Church)
- Asociación de Iglesias Evangélicas Reformadas de Burkina Faso (Association of Evangelical Reformed Churches of Burkina Faso)
- Iglesia cristiana de Sulawesi Central (Christian Church of Central Sulawesi)
- Iglesia cristiana de Sumba (Christian Church of Sumba)
- Iglesia Evangélica Cristiana en Minahasa (Christian Evangelical Church in Minahasa)
- Iglesia Evangélica Cristiana de Sangihe Talaud (Christian Evangelical Church of Sangihe Talaud)
- Iglesia Cristiana Reformada de Brasil (Igreja Cristã Reformada do Brasil)
- Iglesia de Cristo en Congo - Comunidad Evangélica de Congo (Church of Christ in Congo – Evangelical Community of Congo)
- Iglesia de Cristo en Congo - Comunidad Presbiteriana de Congo (Church of Christ in Congo – Presbyterian Community of Congo)
- Iglesia de Cristo en Congo - Comunidad Presbiteriana de Kinshasa (Church of Christ in Congo – Presbyterian Community of Kinshasa)
- Iglesia de Escocia (Church of Scotland)
- Iglesia cristiana congregacional en Samoa americana (Congregational Christian Church in American Samoa)
- Iglesia cristiana congregacional en Samoa (Congregational Christian Church in Samoa)
- Iglesia cristiana congregacional de Niue (Congregational Christian Church of Niue)
- Iglesia cristiana congregacional de Tuvalu (Congregational Christian Church of Tuvalu)
- Iglesia cristiana de Islas Cook (Cook Islands Christian Church)
- Iglesia Husita Checoslovaca (Czechoslovak Hussite Church)
- Iglesia cristiana de Java Oriental (East Java Christian Church)
- Iglesia de Lippe (EKD – Church of Lippe)
- Iglesia Evangélica Reformada en Baviera y el noroeste de Alemania (EKD – Evangelical Reformed Church in Bavaria and North-Western Germany)
- Iglesia Evangélica en  Halmehera (Evangelical Christian Church in Halmahera)
- Iglesia Evangélica en Tanah Papua (Evangelical Christian Church in Tanah Papua)
- Iglesia Evangélica en Nueva Caledonia y las Islas de la Lealtad (Evangelical Church in New Caledonia and the Loyalty Isles)
- Iglesia Evangélica de Camerún (Evangelical Church of Cameroon)
- Iglesia Evangélica de Congo (Evangelical Church of Congo)
- Iglesia Evangélica de Gabón (Evangelical Church of Gabon)
- Iglesia Evangélica de la Confesión Helvética (Evangelical Church of the Helvetic Confession)
- Iglesia Congregacional Evangélica en Angola (Evangelical Congregational Church in Angola)
- Iglesia Evangélica Presbiteriana en Sudáfrica (Evangelical Presbyterian Church in South Africa)
- Iglesia Evangélica Presbiteriana de Sínodo de Egipto del Nilo (Evangelical Presbyterian Church of Egypt Synod of the Nile)
- Iglesia Evangélica Presbiteriana de Irán (Evangelical Presbyterian Church of Iran)
- Iglesia Evangélica Presbiteriana de Portugal (Evangelical Presbyterian Church of Portugal)
- Iglesia Evangélica Presbiteriana de Togo (Evangelical Presbyterian Church of Togo)
- Iglesia Evangélica Presbiteriana (Ghana) (Evangelical Presbyterian Church, Ghana)
- Iglesia Evangélica Reformada de Angola (Evangelical Reformed Church of Angola)
- Federación de iglesias protestantes suizas (Federation of Swiss Protestant Churches)
- Iglesia Evangélica Griega (Greek Evangelical Church)
- Iglesia reformada húngara en América (Hungarian Reformed Church in America)
- Iglesia cristiana indonesa (Indonesian Christian Church (GKI))
- Iglesias cristianas javanesas (Javanese Christian Churches)
- Iglesia Evangélica de Kalimantan (Kalimantan Evangelical Church)
- Iglesia protestante de Karo Batak (Karo Batak Protestant Church)
- Iglesia protestante Kiribati (Kiribati Protestant Church)
- Iglesia Evangélica de Lesoto (Lesotho Evangelical Church)
- Iglesia protestante Maohi (Maohi Protestant Church)
- Mara Evangelical Church
- Mission Covenant Church of Sweden
- National Evangelical Synod of Syria and Lebanon
- Pasundan Christian Church
- Iglesia Presbiteriana (Estados Unidos) Presbyterian Church (USA)
- Iglesia Presbiteriana en Camerún (Presbyterian Church in Cameroon)
- Iglesia Presbiteriana en Canadá (Presbyterian Church in Canada)
- Iglesia Presbiteriana en Ruanda (Presbyterian Church in Rwanda)
- Iglesia Presbiteriana en Taiwán (Presbyterian Church in Taiwan)
- Iglesia Presbiteriana en la República de Corea (Presbyterian Church in the Republic of Korea)
- Iglesia Presbiteriana en Trinidad y Tobago (Presbyterian Church in Trinidad and Tobago)
- Iglesia Presbiteriana de África (Presbyterian Church of Africa)
- Iglesia Presbiteriana de Aeoteona y Nueva Zelanda (Presbyterian Church of Aeoteona and new Zealand)
- Iglesia Presbiteriana de Colombia
- Iglesia Presbiteriana de Camerún (Presbyterian Church of Cameroon)
- Iglesia Presbiteriana del Este de África (Presbyterian Church of East Africa)
- Iglesia Presbiteriana de Ghana (Presbyterian Church of Ghana)
- Iglesia Presbiteriana de Corea (Presbyterian Church of Korea)
- Iglesia Presbiteriana de Liberia (Presbyterian Church of Liberia)
- Iglesia Presbiteriana de Mozambique (Presbyterian Church of Mozambique)
- Iglesia Presbiteriana de Nigeria (Presbyterian Church of Nigeria)
- Iglesia Presbiteriana de Pakistán (Presbyterian Church of Pakistan)
- Iglesia Presbiteriana del Sudan (Presbyterian Church of the Sudan)
- Iglesia Presbiteriana de Vanuatu (Presbyterian Church of Vanuatu)
- Iglesia Presbiteriana de Gales (Presbyterian Church of Wales)
- Iglesia Presbiteriana-Reformada en Cuba
- Iglesia cristiana protestante en Bali (Protestant Christian Church in Bali)
- Iglesia Protestante en Indonesia (Protestant Church in Indonesia)
- Iglesia Protestante en Sulawesi sudoriental (Protestant Church in South-East Sulawesi)
- Iglesia Protestante en las Molucas (Protestant Church in the Moluccas)
- Iglesia Protestante en Timor Lorosa’e (Protestant Church in Timor Lorosa’e)
- Iglesia Protestante en Indonesia (Protestant Church in Western Indonesia)
- Iglesia Protestante de Argelia (Protestant Church of Algeria)
- Iglesia Evangélica Protestante en Timor (Protestant Evangelical Church in Timor)
- Iglesia reformada en Serbia y Montenegro (Reformed Christian Church in Serbia & Montenegro)
- Iglesia reformada en Eslovaquia (Reformed Christian Church in Slovakia)
- Iglesia Reformada en América (Reformed Church in America)
- Iglesia Reformada en Hungría (Reformed Church in Hungary)
- Iglesia Reformada en Rumania (Reformed Church in Romania)
- Iglesia Reformada en Zambia (Reformed Church in Zambia)
- Iglesia Reformada en Zimbabue (Reformed Church in Zimbabwe)
- Iglesia Reformada de Alsacia y Lorena (Reformed Church of Alsace and Lorraine)
- Iglesia Reformada de Cristo en Nigeria (Reformed Church of Christ in Nigeria)
- Iglesia Reformada de Francia (Église réformée de France)
- Iglesia Reformada Presbiteriana de Guinea Ecuatorial
- Remonstrant Brotherhood
- Iglesia Evangélica Española
- Iglesia Toraja (Gereja Toraja)
- Unión de las Iglesias Evangélicas Armenia del Cercano Oriente (Union of the Armenian Evangelical Churches in the Near East)
- Union of Welsh Independents
- Iglesia Unida de Cristo-Congregacional en las Oslas Marshall (United Church of Christ - Congregational in the Marshall Islands)
- Iglesia Unida de Cristo en Zimbabue (United Church of Christ in Zimbabue)
- Iglesia Libre Unida de Escocia (United Free Church of Scotland)
- Iglesia Presbiteriana Unida de Brasil (Igreja Presbiteriana Unida do Brasil)
- Iglesia valdense (Waldensian Church)
- Consejo Ecuménico Reformado
- Alianza Reformada Mundial

- Iglesia de Bangladés (Church of Bangladesh)
- Iglesia de Cristo en Tailandia (Church of Christ in Thailand)
- Iglesia de Jesucristo en Madagascar (Church of Jesus Christ in Madagascar (FJKM))
- Iglesia del Norte de la India (Church of North India)
- Iglesia de Pakistán (Church of Pakistan)
- Iglesia del Sur de la India (Church of South India)
- Iglesia evangélica de Bremen (EKD – Bremen Evangelical Church)
- Iglesia evangélica de Berlín-Brandeburgo-Silesiana Oberlausitz (EKD – Evangelical Church Berlin-Brandenburg-Silesian Oberlausitz)
- Iglesia evangélica en Baden (EKD – Evangelical Church in Baden)
- Iglesia evangélica en Hesse y Nassau (EKD – Evangelical Church in Hessen and Nassau)
- Iglesia evangélica en la tierra del Rhin (EKD – Evangelical Church in Rhineland)
- Iglesia evangélica de Anhalt (EKD – Evangelical Church of Anhalt)
- Iglesia evangélica de Kurhessen-Waldeck (EKD – Evangelical Church of Kurhessen-Waldeck)
- Iglesia evangélica del Palatinado (EKD – Evangelical Church of the Palatinate)
- Iglesia evangélica de la Providencia de Sajonia (EKD – Evangelical Church of the Province of Saxony)
- Iglesia evangélica de Westfalia (EKD – Evangelical Church of Westphalia)
- Iglesia evangélica de Pomerania (EKD – Pomeranian Evangelical Church)
- Iglesia evangélica en Alemania (Evangelische Kirche in Deutschland)
- Iglesia evangélica de los hermanos checos (Evangelical Church of Czech Brethren)
- Concilio de la Iglesia de Cristo en China, Hong Kong  (Hong Kong Council of the Church of Christ in China)
- Iglesia cristiana coreana en Japón (Korean Christian Church in Japan)
- Iglesia protestante en los Países Bajos (Protestantse Kerk in Nederland)
- Iglesia Unida en Jamaica y las Islas Caimán (United Church in Jamaica and the Cayman Islands)
- Iglesia Unida en Papúa Nueva Guinea (United Church in Papua New Guinea)
- Iglesia Unida en Islas Salomón (United Church in the Solomon Islands)
- Iglesia Unida de Canadá (United Church of Canada)
- Iglesia Unida de Cristo (United Church of Christ)
- Iglesia Unida de Cristo en Japón (United Church of Christ in Japan)
- Iglesia Unida de Cristo en las Filipinas (United Church of Christ in the Philippines)
- Iglesia Unida de Zambia (United Church of Zambia)
- Iglesia Congregacional Unida de África Meridional (United Congregational Church of Southern Africa)
- Iglesia protestante unida (United Protestant Church)
- Iglesia protestante unida  de Bélgica (United Protestant Church of Belgium)
- Iglesia Reformada Unida (United Reformed Church)
- Iglesia unificada en Australia (Uniting Church in Australia)
- Iglesia Presbiteriana Unificada en África Meridional (Uniting Presbyterian Church in Southern Africa)
- Iglesia Reformada Unificada en África Meridional (Uniting Reformed Church in Southern Africa)

- Concilio Cristiano de China (China Christian Council)
- Iglesia de los Hermanos (Church of the Brethren)
- Iglesia de los Hermanos en Nigeria (Church of the Brethren in Nigeria (EYN))
- Consejo Internacional de Iglesias Comunitarias (International Council of Community Churches)
- Iglesia de la Comunidad Metropolitana
- Iglesia Filipina Independiente (Independent Philippine Church)
- Iglesia Católica Nacional Polaca (Polish National Catholic Church)
- En España pertenecen todas las Iglesias Cristianas Protestantes pertenecientes a Federación de Entidades Religiosas Evangélicas de España.
- En Portugal pertenecen todas las Iglesias Cristianas Protestantes pertenecientes a Consejo de Iglesias Cristianas de Portugal.